# Elena Musiku
Elena Musiku (gr. Έλενα Μουσικού, Élena Mousikoú; ur. 7 listopada 1988) – cypryjska łuczniczka.
Na Letnich Igrzyskach Olimpijskich 2008 w Pekinie w rundzie eliminacyjnej osiągnęła 589 punktów. Wynik ten dał jej 56. miejsce. W finałowej rundzie zmierzyła się z Nami Hayakawą, jednak nie dała jej rady, przegrywając 112-103.